# Lusitano Ginásio Clube
Lusitano Ginásio Clube MHIH, también conocido como Lusitano de Évora, es un club deportivo portugués con sede en Évora, Alentejo. Fundado en 1911, el club es reconocido por su destacada trayectoria en el fútbol, donde compitió durante catorce temporadas en la Primera División de Portugal entre 1952 y 1966. Además de su legado futbolístico, el Lusitano ha tenido un rol importante en la promoción de la educación física y la cultura deportiva en la región, llevando adelante actividades culturales y educativas, incluyendo clases de alfabetización y el mantenimiento de una de las bibliotecas privadas más reconocidas del país. Su histórico estadio, el Campo Estrela, es un símbolo de la comunidad deportiva de Évora. Lusitano Ginásio Clube ha sido un pilar del deporte en Évora y el Alentejo, logrando sus mayores éxitos en las décadas de 1950 y 1960 con 14 temporadas consecutivas en la Primeira Divisão y dos semifinales en Copa. Fue uno de los clubes más destacados de la región de Alentejo en la primera división portuguesa. En la temporada 2024/25 ganó por primea vez el Campeonato de Portugal, obteniendo así el segundo título nacional de su historia. 

## Historia

### Fundación y Primeros Años (1911-1930)
El Lusitano Ginásio Clube fue fundado el 11 de noviembre de 1911 en Évora, cuando un grupo de jóvenes, entre ellos estudiantes de secundaria y comercio, decidió reunirse en el atrio de la Iglesia da Graça para formar un club de fútbol. La reunión oficial de fundación se realizó en la casa del Profesor Dâmaso Simões en la Rua das Fontes n.º 3, donde se estableció formalmente el "Luzitano Foot-ball Club". Entre los fundadores se encontraban los hermanos Domingos Coelho Morais "o Besnica", Venâncio y Rogério Coelho Morais, junto a otros jóvenes como Adriano Peres Sales, José Conde Ribeiro y João Conde Ribeiro.
Los primeros encuentros se realizaban en plazas públicas como el Largo dos Colegiais y el Rossio de São Brás, donde jugaban contra equipos locales no oficiales. Con el tiempo, el club comenzó a organizarse mejor, enfrentándose con clubes regionales más formalizados, estableciendo las bases de una estructura deportiva más profesional.
En 1917, el Lusitano obtuvo su primer título al proclamarse campeón del Campeonato de Évora, entonces organizado por la Liga Eborense de Fútbol.
En una asamblea general celebrada el 4 de septiembre de 1925, en la Esplanada do Eden Teatro, el club decidió cambiar su nombre de "Luzitano Foot-ball Club" a "Lusitano Ginásio Clube", para reflejar un enfoque más amplio en la cultura física y el desarrollo personal bajo el lema "Fazer Forte Fraca Gente". Este cambio subrayó la misión del club de fomentar la educación física y el bienestar en la comunidad alentejana.
En 1926, la fundación de la Associação de Futebol de Évora (AFE), alineada con la Federación Portuguesa de Fútbol (FPF), significó un impulso en la organización del fútbol en la región. Esto permitió al Lusitano competir en campeonatos regionales oficiales, logrando los primeros campeonatos regionales de Évora de la AFE en las temporadas 1926-27, 1927-28 y 1928-29. Esta serie de triunfos regionales le permitió al Lusitano representar a Évora en la Taça de Portugal.
En 1928-29, el Lusitano, como campeón regional, compitió en el Campeonato de Portugal (predecesor de la Taça de Portugal), enfrentándose a clubes de diversas regiones. En su primera eliminatoria, venció al Luso de Beja por 7-1 antes de ser eliminado en la primera ronda por el Vitória de Setúbal. En estos años, el Lusitano comenzó a destacar no solo por sus resultados, sino por su capacidad de organización y su crecimiento como institución deportiva.
A finales de los años 20, el club mantenía una posición dominante en el Campeonato Regional de Évora. Con figuras destacadas como el defensa Ricardo Sertório Oliveira, el portero Inácio Serrano y el medio Antonio Caeiro, el Lusitano construyó una alineación que marcó una época en el fútbol alentejano. En 1931, Ricardo Sertório Oliveira se convirtió en el primer jugador del Lusitano en ser convocado para la selección nacional, un logro que confirmó el ascenso de la institución en el fútbol portugués.
En el contexto de las primeras tres décadas, el Lusitano Ginásio Clube ya era un símbolo de Évora, consolidando su lugar en el fútbol regional y nacional y construyendo las bases para una historia llena de éxitos y contribuciones al deporte portugués.

### Ascenso a Nivel Nacional (1930-1951)
Durante los años 30, el Lusitano Ginásio Clube se estableció como un referente dominante en el Campeonato Regional de Évora, logrando múltiples títulos y consolidándose como uno de los clubes más fuertes de la región. Durante esta década, el club demostró su calidad competitiva al obtener varios campeonatos consecutivos, lo que reafirmó su hegemonía en el fútbol alentejano.
En 1931, un hito importante en la historia del club llegó con la convocatoria de Ricardo Sertório Oliveira, conocido como "Monginho", a la selección nacional, siendo el primer jugador del Lusitano en alcanzar esta distinción. Este logro reflejó el creciente prestigio del club, que no solo dominaba a nivel local sino que también comenzaba a atraer la atención a nivel nacional.
A lo largo de los años 30, el Lusitano continuó fortaleciendo su base de jugadores, destacando en su plantilla figuras como el portero Inácio Serrano, el defensa Ricardo Sertório Oliveira y el medio Antonio Caeiro, quienes junto a otros jugadores conformaron una alineación memorable para la afición eborense.
Con la expansión de las competiciones nacionales en Portugal, el Lusitano comenzó a participar regularmente en torneos de mayor nivel. En 1945, el club ingresó en la segunda división nacional, en un momento clave de transición en el fútbol portugués. Esto permitió al club probar su nivel contra rivales de distintas regiones del país, fortaleciendo su competitividad y ampliando su experiencia a nivel nacional. Durante esta época, el Lusitano demostró su capacidad para competir en categorías superiores, consolidándose como un club preparado para el desafío de alcanzar la primera división.
El acceso a la segunda división marcó el inicio de una etapa ambiciosa para el club, cuyo objetivo era lograr el ascenso a la primera división. Gracias a una estructura sólida y a un plantel talentoso, el Lusitano se estableció como un equipo constante en la segunda división, y su éxito en esta categoría generó entusiasmo y respaldo entre sus seguidores en Évora y el Alentejo.
A finales de los años 40, el club comenzó a vislumbrar el sueño de competir en la máxima categoría del fútbol portugués. En esta época, se produjeron refuerzos importantes, y el Lusitano fortaleció su plantel con jugadores clave, preparándose para una década de éxito que culminaría con su entrada a la primera división a principios de los años 50.

### La Edad de Oro en la Primera División (1951-1966)
La temporada 1951/52 marcó un hito en la historia del Lusitano Ginásio Clube cuando logró el ascenso a la primera división al proclamarse campeón de la Segunda División Nacional. Este logro fue histórico para Évora, ya que por primera vez un club de la región alcanzaba la máxima categoría del fútbol portugués. Las celebraciones en la ciudad, especialmente en la icónica Praça do Giraldo, reunieron a miles de personas para festejar el ascenso del equipo.
El debut del Lusitano en la Primeira Liga durante la temporada 1952/53 fue impresionante. El equipo se ganó rápidamente el apodo de "Tumbagigantes" al vencer a rivales como el Sporting y el Porto en el Campo Estrela, su estadio local. La prensa nacional elogió su desempeño, y en su primer año en la élite, el Lusitano consiguió un meritorio séptimo lugar, consolidándose como una sorpresa y ganándose el respeto de los grandes clubes portugueses.
En los años siguientes, el Lusitano mantuvo su posición en la Primera División, convirtiéndose en un equipo respetado y difícil de batir en su estadio. En 1956, el club contrató al entrenador brasileño Otto Bumbel, quien elevó el nivel del equipo. Bajo su dirección, el Lusitano alcanzó sus mejores clasificaciones históricas, logrando un notable quinto lugar en la temporada 1956/57 y un sexto lugar en la siguiente. Estas posiciones fueron posibles gracias a un plantel fuerte y competitivo, con jugadores clave como Dinis Vital y el delantero centroamericano José "El Conejo" Cardona, quienes se destacaron en esta era dorada del club.
Otro momento significativo llegó en la temporada 1957/58, cuando el Lusitano fue galardonado con el primer Trofeo de Fair Play, otorgado por la Federación Portuguesa de Fútbol. Este reconocimiento destacaba al Lusitano como el equipo con mejor disciplina en el campo, y reforzó su reputación como un club comprometido no solo con la competencia sino también con los valores deportivos. Este galardón convirtió al Lusitano en el primer club en recibir este premio, reafirmando su lugar en la historia del fútbol portugués.
La última década en la Primera División también vio al Lusitano alcanzar las semifinales de la Copa de Portugal en la temporada 1952/53 y de nuevo en 1960, compitiendo al más alto nivel. Sin embargo, tras catorce años consecutivos en la máxima categoría, el club descendió en la temporada 1965/66, poniendo fin a su etapa más gloriosa en el fútbol portugués. A pesar del descenso, esta época quedó marcada como la Edad de Oro del Lusitano, cuyos logros y legado siguen siendo motivo de orgullo para la ciudad de Évora y el Alentejo.

### Decadencia y Regreso a Competiciones Regionales (1966-2000)
Tras catorce temporadas consecutivas en la Primeira Liga, el Lusitano Ginásio Clube descendió en 1966, marcando el fin de su época dorada y el comienzo de un periodo de dificultades. La década de los 70 fue especialmente complicada para el club, que luchó por mantener su nivel competitivo y se enfrentó a desafíos financieros que afectaron su capacidad para atraer y retener talento. Sin los recursos necesarios, el Lusitano comenzó a oscilar entre la Segunda y la Tercera División, sin conseguir el impulso necesario para regresar a la élite del fútbol portugués.
Durante los años 80 y 90, el club se consolidó en categorías inferiores y participó activamente en el campeonato distrital de Évora, que se convirtió en su principal escenario de competición. Aunque estos años no produjeron los mismos éxitos que las décadas anteriores, el Lusitano siguió siendo una institución respetada en el fútbol alentejano, manteniendo su espíritu de competencia y su influencia en la comunidad local. La fidelidad de sus aficionados y su profundo arraigo en la ciudad de Évora mantuvieron viva la tradición del club en una época de decadencia deportiva.
El Lusitano también continuó promoviendo actividades deportivas y culturales en Évora, manteniendo su papel como una institución formativa y de integración social en la región del Alentejo. Con la ayuda de voluntarios y el apoyo de la comunidad local, el club organizó eventos deportivos y culturales, así como programas de entrenamiento juvenil que ayudaron a formar a nuevas generaciones de futbolistas y reforzaron su compromiso con el lema "Fazer Forte Fraca Gente".
A pesar de su descenso a competiciones regionales, el Lusitano continuó siendo un referente en el fútbol alentejano, manteniendo su legado vivo y activo en Évora y su región. Los logros de décadas anteriores siguieron inspirando a sus seguidores y jugadores, quienes veían en el club no solo una historia de éxitos pasados, sino también una institución de la que sentirse orgullosos.

### SigloXXIy el Renacer en el Campeonato de Portugal (2000-actualidad)
Durante las primeras dos décadas del siglo XXI, el Lusitano Ginásio Clube comenzó un proceso de reestructuración enfocado en revitalizar su programa deportivo y en fortalecer el desarrollo de sus categorías inferiores. A lo largo de estos años, el club se mantuvo activo en competiciones regionales y se destacó en la formación de jóvenes talentos. En 2011, el Lusitano celebró su centenario con eventos y actividades que resaltaron su rica historia y su duradera contribución a la educación física y la cultura deportiva en la región del Alentejo.
Con el objetivo de regresar al fútbol profesional, el club redobló esfuerzos para reingresar en el sistema de ligas nacionales. En la temporada 2024/25, el Lusitano compite en el Campeonato de Portugal, la cuarta división del fútbol portugués, que le ofrece una plataforma para aspirar a subir nuevamente a categorías superiores. Bajo la dirección del presidente Pedro Caldeira y del entrenador Pedro Russiano, el equipo se encuentra en una fase de crecimiento y ambición, manteniendo firme su lema, "Fazer Forte Fraca Gente" ("Hacer Fuerte a la Gente Débil"), que sigue guiando sus valores de perseverancia y esfuerzo.
El club sigue siendo un referente en Évora y uno de los equipos históricos de Alentejo. Actualmente, el Lusitano es uno de los 30 clubes con mayor número de temporadas en la Primeira Liga, lo que lo consolida como el equipo alentejano con más historia en la primera división portuguesa. Este estatus refuerza su prestigio y mantiene viva la pasión futbolística de sus seguidores, quienes ven en el club un símbolo de resiliencia y un emblema de la identidad deportiva de Évora.

## El Proyecto Fallido de la SAD
El 14 de julio de 2016 se creó una Sociedad Anónima Desportiva (SAD) con el propósito de gestionar los derechos del equipo de fútbol profesional. El Lusitano Ginásio Clube cedió el control de estos derechos a la nueva entidad, quedándose con solo un 10% de las acciones de la SAD. El objetivo principal era llevar nuevamente al Lusitano a las competiciones de alto nivel en el fútbol portugués. Sin embargo, el acuerdo entre el Lusitano Ginásio Clube y el Lusitano Ginásio Clube, SAD comenzó a deteriorarse, dando lugar a una relación cada vez menos armoniosa entre el club y la administración de la SAD.
Durante la temporada 2018-2019, el club retomó la responsabilidad de gestionar el equipo de fútbol sénior y, a pesar de las dificultades financieras, logró ganar el campeonato distrital, lo que le permitió ascender a las competiciones nacionales. Sin embargo, en la temporada 2019-2020, la administración del Lusitano Ginásio Clube, SAD decidió volver a encargarse de la gestión del equipo en el Campeonato de Portugal, lo que generó un serio conflicto entre el club y la SAD.

## Condecoraciones y Símbolos
El Lusitano Ginásio Clube ha sido reconocido a lo largo de su historia con diversas distinciones honoríficas, que reflejan su impacto en el deporte portugués y en la región de Alentejo. El 5 de octubre de 1932, el club fue condecorado como Oficial de la Ordem Militar de Cristo, un honor que se incorporó desde entonces en su emblema como símbolo de distinción. Además, ha recibido la Medalla de Buenos Servicios Deportivos, la Medalla de Mérito Deportivo y la Medalla de Buenos Servicios de la Federación Portuguesa de Gimnasia. La Cámara Municipal de Évora también le ha otorgado un reconocimiento especial. El club fue nombrado Miembro Honorario de la Ordem do Infante D. Henrique el 28 de enero de 1987, destacando su contribución a la cultura y al deporte en Portugal.

### Lema

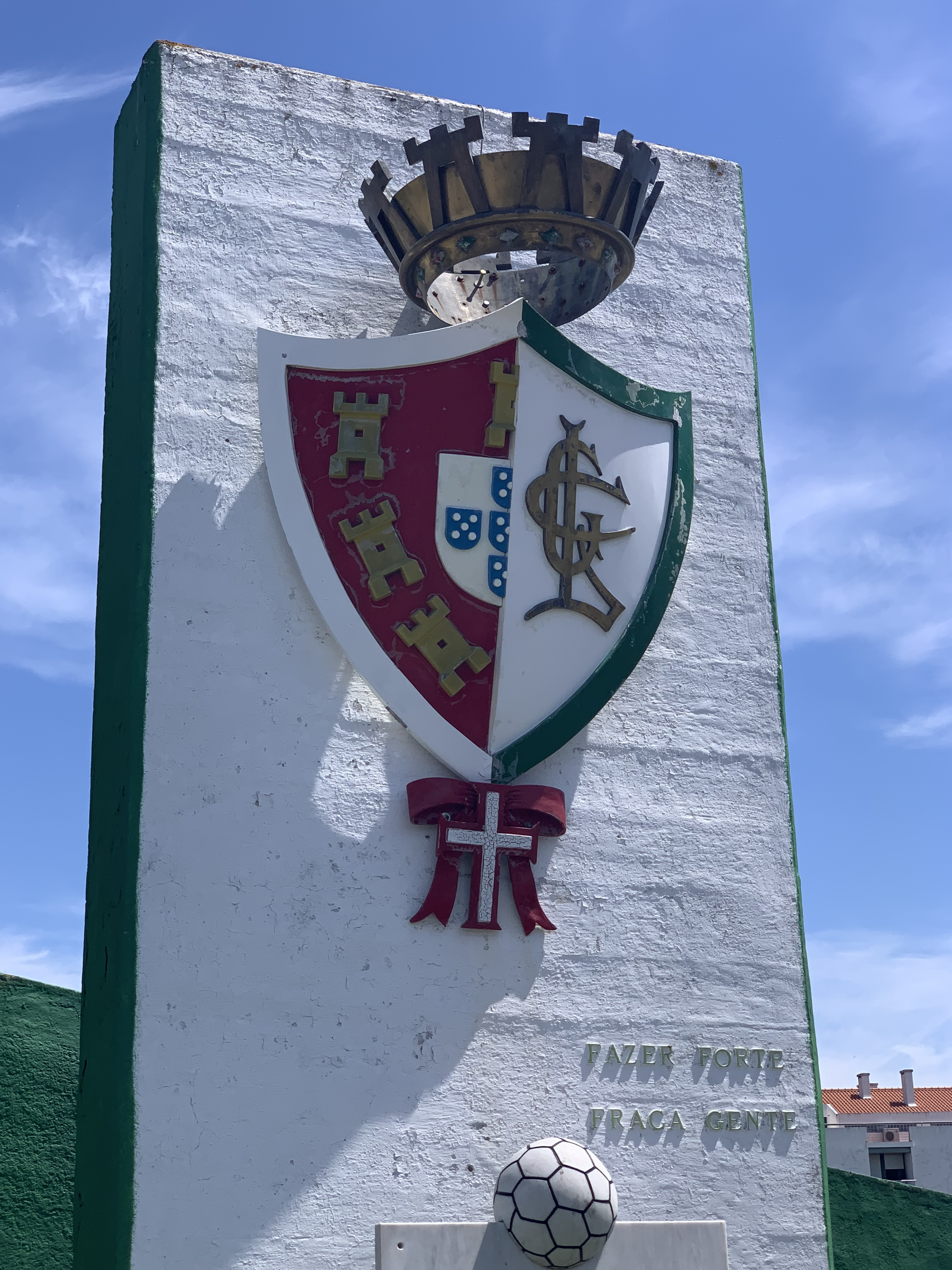

El lema del club, "Hacer fuerte a la gente débil", refleja su compromiso con la formación y el desarrollo de sus jugadores, así como su enfoque en fortalecer a la comunidad a través del deporte.

### Emblema
El emblema del club es de estilo heráldico y tiene la forma de un escudo ojival, con un diseño dividido en dos partes. En el lado izquierdo, rodeado de un borde plateado, se encuentran las armas de Portugal, como símbolo de orgullo patriótico. En el lado derecho, con borde verde, se exhibe el monograma dorado "LGC" en un estilo de letra liberty. Encima del escudo se sitúa una corona mural de cinco torres, que simboliza a Évora, ciudad donde fue fundado el club. En la parte inferior del escudo se encuentra la Cruz de la Orden de Cristo, concedida al club en 1932, la cual se ha mantenido en el emblema como signo de honor y tradición.

### Himno del Club
El himno del club fue compuesto en 1926 por el poeta Celestino David, un referente cultural de Évora, y es una manifestación del espíritu y los valores del Lusitano Ginásio Clube.
Camaradas de lucha y de sueño
Compañeros en el mismo ideal
Entonemos un canto risueño
Que levante, al cantar, a Portugal
Exaltemos la fuerza que da
La alegría, la salud, el valor...
Pues con ellos un día vendrá
Otra vida, otro sol, otro amor
Sin luchas ni guerras odiadas
En batallas que el odio revela
Recordemos las fuerzas y la vida
Con ansias de vidas más bellas 

## Estadios

### Campo Estrela
El Campo Estrela fue inaugurado el 15 de junio de 1914 y es el tercer campo de fútbol más antiguo de Portugal aún en uso, solo superado por el Estadio do Bessa (1911) y el Campo da Constituição (1912), ambos en Oporto.
Este estadio es un referente histórico de Évora y un símbolo del desarrollo del deporte en la ciudad, ya que fue el primer recinto permanente dedicado a deportes atléticos. La iniciativa de su construcción provino del Ateneu Sport Eborense, fundado en 1913, que alquiló un terreno, conocido como Ferragial da Estrela, por quince años para establecer una instalación de fútbol y atletismo. Con el tiempo, el fútbol se consolidó como el deporte principal en el campo, desplazando a otras actividades. En 1922, el Ateneu cedió el uso del campo al Lusitano, que en 1928 asumió la gestión del estadio para participar en el Campeonato de Portugal. Durante la década de 1920, varios clubes de Évora utilizaron el Campo Estrela para disputar sus partidos, convirtiéndose de facto en el estadio municipal de la ciudad.

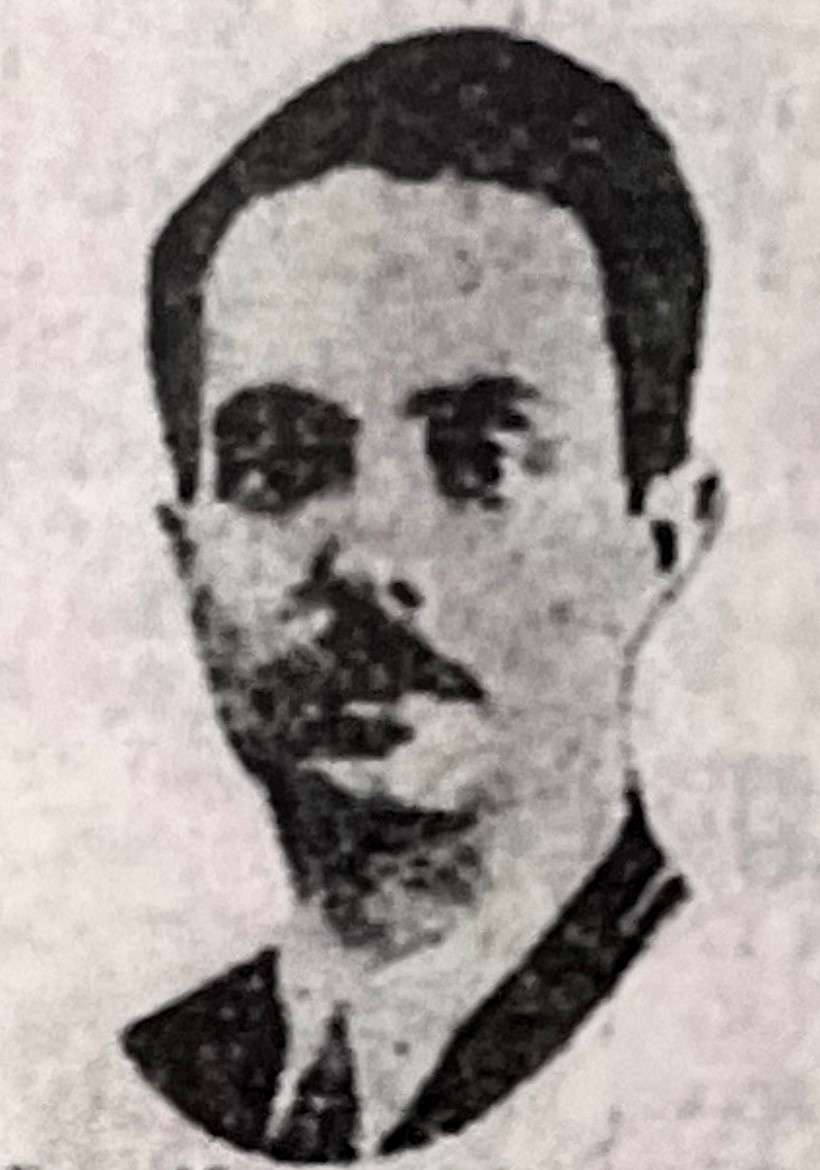
Mário Ribeiro de Lemos

En 1931, bajo la dirección de Mário Ribeiro de Lemos, el Lusitano adquirió el Campo Estrela por treinta mil escudos, lo que permitió realizar importantes mejoras. Durante los 14 años en que el Lusitano compitió en la Primera División (1952-1966), el estadio experimentó su época dorada. En 1953, los asientos de madera fueron reemplazados por bancas de piedra, y se instalaron cabinas. El 13 de noviembre de 1955, se inauguró el césped en un partido contra el Sporting CP, convirtiéndose Évora en la quinta ciudad portuguesa en contar con un campo de césped.
El estadio albergó eventos internacionales, como el Torneo Internacional de la OTAN en 1956, y un partido amistoso de fútbol femenino entre equipos británicos en 1957. En 1964, el césped original fue destruido por un misterioso virus, y aunque fue replantado, el uso excesivo de abono dañó nuevamente el césped. En 1981, el club se vio obligado a jugar algunos partidos en Montemor-o-Novo mientras se completaba la instalación de un nuevo césped.
En 2022, el Campo Estrela fue uno de los estadios seleccionados para la 26.ª edición del Torneio Lopes da Silva Sub-15, organizado por la Federación Portuguesa de Fútbol, que incluyó partidos de selecciones regionales de Portugal.
En la actualidad, el estadio enfrenta un futuro incierto. En 2006, el Lusitano firmó un acuerdo para intercambiar los terrenos del Campo Estrela por un nuevo campo en la Herdade da Silveirinha, cerca de Évora. Tras varios años de litigios judiciales, en 2022 el club acordó transferir el Campo Estrela y recibió a cambio la propiedad total de 10 hectáreas en la Silveirinha, donde planea construir un nuevo estadio y complejo deportivo.

### Complexo Desportivo da Silveirinha / Academia Lusitano Ginásio Clube
En 2006, la Federación Portuguesa de Fútbol eligió Évora como base de entrenamiento para la Copa Mundial de Fútbol de 2006 en Alemania. Para cumplir con los requisitos de la selección nacional, se decidió construir un complejo deportivo en la Herdade da Silveirinha, a pocos kilómetros de la ciudad. Aunque el proyecto incluía un partido de preparación entre Portugal y Cabo Verde, y se creó un campo de entrenamiento con instalaciones básicas, el complejo quedó en desuso tras el torneo.
En 2016, la SAD del Lusitano Ginásio Clube intentó reactivar el complejo sin éxito. Sin embargo, tras un acuerdo judicial en 2022, el club recuperó la gestión de 10 hectáreas en la Silveirinha, resolviendo así la disputa legal sobre la propiedad del Campo Estrela. En 2024, el club finalizó la construcción de dos campos de césped sintético y realizó mejoras significativas en las instalaciones. Como resultado, todos los equipos de formación, masculinos y femeninos, y el equipo sénior femenino se trasladaron a la nueva Academia Lusitano Ginásio Clube, ubicada en la Herdade da Silveirinha.

### Otros Estadios Utilizados
Durante la renovación del césped del Campo Estrela a finales de los años 70, el Lusitano Ginásio Clube disputó varios partidos de la Segunda División en el Estadio 1.º de Maio en Montemor-o-Novo. En 2017, debido a que el Campo Estrela no cumplía con las normativas de seguridad para eventos de alto riesgo, el partido de la Taça de Portugal contra el FC Porto se jugó en el Estádio do Restelo en Lisboa.
Además, durante el conflicto con la SAD en 2020, la SAD utilizó el Parque Desportivo Eng. Joaquim António Moreira Carneiro, gestionado por el Sport Lisboa e Évora, para los partidos del Campeonato de Portugal en la temporada 2020/2021.

## Equipamiento y Patrocinadores
| Período   | Proveedor de Material Deportivo | Patrocinador Principal |
| --------- | ------------------------------- | ---------------------- |
| 1911-1976 | Propio                          | No tuvo                |
| 1976-1980 | Adidas                          | No tuvo                |
| 1980-1982 | Puma                            | No tuvo                |
| 1982-1983 | Puma                            | Candeias Santos Lda    |
| 1983-1987 | Puma                            | Evorabetão             |
| 1987-1989 | Puma                            | Delta Cafés            |
| 1989–1991 | Hummel                          | FNAC                   |
| 1991-1995 | Hummel                          | MagiCar                |
| 1995-1997 | Cofides                         | PNEUROPA               |
| 1997–2002 | Cofides                         | Terras D'el Rei        |
| 2002-2013 | Patrick                         | Delta Cafés            |
| 2013–2014 | Desportreino                    | Crédito Agrícola       |
| 2014-2018 | Macron                          | Porta da Ravessa       |
| 2018-2019 | Nike                            | Delta Cafés            |
| 2019-2020 | Rakso                           | SULREGAS               |
| 2020-2021 | Macron                          | A. Matos Car           |
| 2021-2022 | Nike                            | A. Matos Car           |
| 2022-2025 | Macron                          | A. Matos Car           |

## Rivales

### Rivalidad con el Juventude de Évora
El principal rival de Lusitano es el Juventude Sport Clube, fundado en 1918, siete años después que el Lusitano. Ambos clubes tienen sus estadios adyacentes, separados por solo unos metros, y se han enfrentado en numerosas ocasiones en distintas divisiones y competiciones a lo largo de su historia.
El primer enfrentamiento registrado entre Lusitano y Juventude fue la Copa Brito Paes-Sarmento Beires, jugada el 1 de mayo de 1924. El trofeo fue ofrecido por un comité de comerciantes de Évora para apoyar la expedición del piloto aventurero António Jacinto da Silva Brito Paes, quien planeaba un vuelo a Macao en el avión Pátria, un Breguet 16 Bn2. El encuentro tuvo lugar en el campo de Ateneu Sport Eborense, con Lusitano, campeón de la Asociación de Fútbol de Évora, enfrentándose a Juventude. Juventude ganó el partido 2-1, alzándose así con la copa. Las entradas para el evento costaban 2.50 escudos (asiento) y 1.50 escudos (de pie).
En la temporada 1951/52, Juventude fue promovido a la Segunda División como campeón nacional de la Tercera División. Ambos equipos de Évora compitieron entonces por el ascenso a la Primeira Divisão, llegando a la jornada final empatados en puntos. Lusitano, sin embargo, contaba con mayor diferencia de goles, logrando una importante victoria sobre Juventude en el Campo Estrela y un emocionante empate 5-5 en el Sanches Miranda, el campo de Juventude. Finalmente, Lusitano consiguió la promoción a la máxima categoría, donde permaneció por 14 temporadas consecutivas, lo que puso fin a los derbis oficiales durante muchos años, ya que Juventude no logró alcanzar la Primeira Divisão.
A lo largo de los años, los aficionados de Lusitano se refieren a los seguidores de Juventude como Cacaruças o Rasga-Roupa, mientras que los hinchas de Juventude suelen llamar a los lusitanos Erbanários (Herbolarios) en alusión a los colores verde y blanco del club.
En octubre de 2019, debido a conflictos entre la SAD de Lusitano y el club, y tras acusar a Juventude de favorecer a la SAD en las disputas internas, Lusitano rompió las relaciones institucionales con Juventude, así como con el SL Évora.
La temporada 2020/21 trajo de nuevo el enfrentamiento directo entre ambos equipos, ya que los clubes coincidieron en la misma liga tras la cancelación de la temporada de la FA de Évora debido a la pandemia de COVID-19. El 5 de diciembre de 2020, el derbi de Évora fue transmitido por primera vez en televisión nacional a través de Canal 11. Lusitano se llevó la victoria con un gol de André Galamba en el último minuto, ganando 0-1 a Juventude.

## Palmarés
- Campeonato Nacional de la Segunda División
  - Títulos (1): 1951/52
  - Ganador de la Serie D: 1950/51
- Campeonato de Portugal
  - Títulos (1): 2024/25
- Copa Corrección (Taça Correção) de la Federación Portuguesa de Fútbol
  - Títulos (1): 1955/56

- Copa Disciplina (Taça Disciplina) del "Mundo Desportivo"
  - Títulos (1): 1957/58[34][35]

- Campeonato Nacional de la Tercera División
  - Ganador de la Serie D: 1972/73
  - Subcampeón Nacional de la Tercera División: 1972/73
  - Ganador de la Serie F: 1978/79
  - Subcampeón Nacional de la Tercera División: 1993/94

- Campeonato de la AF Évora
  - Títulos (16) (récord): 1917/18, 1921/22, 1922/23, 1926/27, 1927/28, 1928/29, 1930/31, 1932/33, 1933/34, 1934/35, 1939/40, 1940/41, 1950/51, 2003/04, 2018/19, 2021/22 [36]

- Campeonato de la AF Évora - División de Honor
  - Títulos (3): 2012/13, 2013/14, 2019/20

- Copa Dinis Vital
  - Títulos (5) (récord): 2015/16, 2016/17, 2017/18, 2020/21, 2021/22 [37]

- Copa de la AF Évora
  - Títulos (1): 2003/04

- Supercopa de la AF Évora
  - Títulos (3) (récord): 2017, 2019 y 2022